# Град Нови Пазар
Град Нови Пазар је јединица локалне самоуправе у Рашком округу, у западној Србији. Средиште је градско насеље Нови Пазар. Према попису из 2022. било је 106.720 становника, од чега 71.462 у самом градском насељу.

## Насеља
Град Нови Пазар чини 99 насеља:
| - Алуловиће - Бајевица - Бања - Баре - Батњик - Бекова - Беле Воде - Ботуровина - Брђани - Брестово - Варево - Вевер - Видово - Витковиће - Војковиће - Војниће - Врановина - Вучиниће - Вучја Локва - Голице | - Горња Тушимља - Гошево - Грађановиће - Грачане - Грубетиће - Дежева - Дојиновиће - Долац - Дољани - Драгочево - Драмиће - Жуњевиће - Забрђе - Златаре - Иванча - Избице - Јабланица - Јавор - Јанча - Јова | - Кашаљ - Ковачево - Кожље - Копривница - Косуриће - Крушево - Кузмичево - Леча - Лопужње - Лукаре - Лукарско Гошево - Лукоцрево - Мишчиће - Мур - Мухово - Неготинац - Нови Пазар - Одојевиће - Окосе - Осаоница | - Осоје - Охоље - Павље - Паралово - Пасји Поток - Пиларета - Побрђе - Пожега - Пожежина - Полокце - Попе - Постење - Прћенова - Пуста Тушимља - Пустовлах - Радаљица - Рајетиће - Рајковиће - Рајчиновиће - Рајчиновићка Трнава | - Раковац - Раст - Себечево - Ситниче - Скуково - Слатина - Смилов Лаз - Средња Тушимља - Страдово - Судско Село - Тенково - Трнава - Туново - Хотково - Цоковиће - Чашић Долац - Шавци - Шароње - Штитаре |

## Становништво

### Попис 2022.
| Етнички састав према попису из 2022.‍ | Етнички састав према попису из 2022.‍ | Етнички састав према попису из 2022.‍ | Етнички састав према попису из 2022.‍ | Етнички састав према попису из 2022.‍ |
| ------------------------------------ | ------------------------------------ | ------------------------------------ | ------------------------------------ | ------------------------------------ |
|                                      |                                      |                                      |                                      |                                      |
| Бошњаци                              | Бошњаци                              |                                      | 85.204                               | 79,83%                               |
| Срби                                 | Срби                                 |                                      | 14.142                               | 13,25%                               |
| Муслимани                            | Муслимани                            |                                      | 1.851                                | 1,73%                                |
| Роми                                 | Роми                                 |                                      | 486                                  | 0,45%                                |
| остали                               | остали                               |                                      | 838                                  | 0,78%                                |
| Неизјашњени                          | Неизјашњени                          |                                      | 408                                  | 0,38%                                |
| Непознато                            | Непознато                            |                                      | 3.791                                | 3,55%                                |
| укупно: 106.720                      |                                      |                                      |                                      |                                      |

### Попис 2011.
| Етнички састав према попису из 2011.‍ | Етнички састав према попису из 2011.‍ | Етнички састав према попису из 2011.‍ | Етнички састав према попису из 2011.‍ | Етнички састав према попису из 2011.‍ |
| ------------------------------------ | ------------------------------------ | ------------------------------------ | ------------------------------------ | ------------------------------------ |
|                                      |                                      |                                      |                                      |                                      |
| Бошњаци                              | Бошњаци                              |                                      | 77.743                               | 77,12%                               |
| Срби                                 | Срби                                 |                                      | 16.234                               | 16,16%                               |
| Муслимани                            | Муслимани                            |                                      | 4.102                                | 4,08%                                |
| Роми                                 | Роми                                 |                                      | 566                                  | 0,56%                                |
| Горанци                              | Горанци                              |                                      | 246                                  | 0,24%                                |
| Албанци                              | Албанци                              |                                      | 202                                  | 0,20%                                |
| Југословени                          | Југословени                          |                                      | 67                                   | 0,06%                                |
| Црногорци                            | Црногорци                            |                                      | 44                                   | 0,04%                                |
| Хрвати                               | Хрвати                               |                                      | 20                                   | 0,01%                                |
| Руси                                 | Руси                                 |                                      | 13                                   | 0,02%                                |
| Македонци                            | Македонци                            |                                      | 7                                    | 0,01%                                |
| Румуни                               | Румуни                               |                                      | 5                                    | 0,01%                                |
| Бугари                               | Бугари                               |                                      | 5                                    | 0,01%                                |
| Мађари                               | Мађари                               |                                      | 6                                    | 0,01%                                |
| Словенци                             | Словенци                             |                                      | 4                                    | 0,01%                                |
| Украјинци                            | Украјинци                            |                                      | 4                                    | 0,01%                                |
| Немци                                | Немци                                |                                      | 2                                    | 0,01%                                |
| Буњевци                              | Буњевци                              |                                      | 1                                    | 0,01%                                |
| остали                               | остали                               |                                      | 312                                  | 0,31%                                |
| Регионална припадност                | Регионална припадност                |                                      | 70                                   | 0,07%                                |
| Неизјашњени                          | Неизјашњени                          |                                      | 216                                  | 0,21%                                |
| Непознато                            | Непознато                            |                                      | 846                                  | 0,84%                                |
| укупно: 100.410                      |                                      |                                      |                                      |                                      |

| Верски састав према попису из 2011.‍ | Верски састав према попису из 2011.‍ | Верски састав према попису из 2011.‍ | Верски састав према попису из 2011.‍ | Верски састав према попису из 2011.‍ |
| ----------------------------------- | ----------------------------------- | ----------------------------------- | ----------------------------------- | ----------------------------------- |
|                                     |                                     |                                     |                                     |                                     |
| муслимани                           | муслимани                           |                                     | 82.710                              | 82,37%                              |
| православци                         | православци                         |                                     | 16.051                              | 15,99%                              |
| агностици и атеисти                 | агностици и атеисти                 |                                     | 74                                  | 0,07%                               |
| католици                            | католици                            |                                     | 51                                  | 0,05%                               |
| неизјашњени, остали и непознато     | неизјашњени, остали и непознато     |                                     | 1.524                               | 1,52%                               |

| Језички састав према попису из 2011.‍ | Језички састав према попису из 2011.‍ | Језички састав према попису из 2011.‍ | Језички састав према попису из 2011.‍ | Језички састав према попису из 2011.‍ |
| ------------------------------------ | ------------------------------------ | ------------------------------------ | ------------------------------------ | ------------------------------------ |
|                                      |                                      |                                      |                                      |                                      |
| бошњачки                             | бошњачки                             |                                      | 74.501                               | 74,20%                               |
| српски                               | српски                               |                                      | 23.406                               | 23,31%                               |
| ромски                               | ромски                               |                                      | 550                                  | 0,55%                                |
| остали                               | остали                               |                                      | 1.953                                | 0,02%                                |